# Blanco (psu)

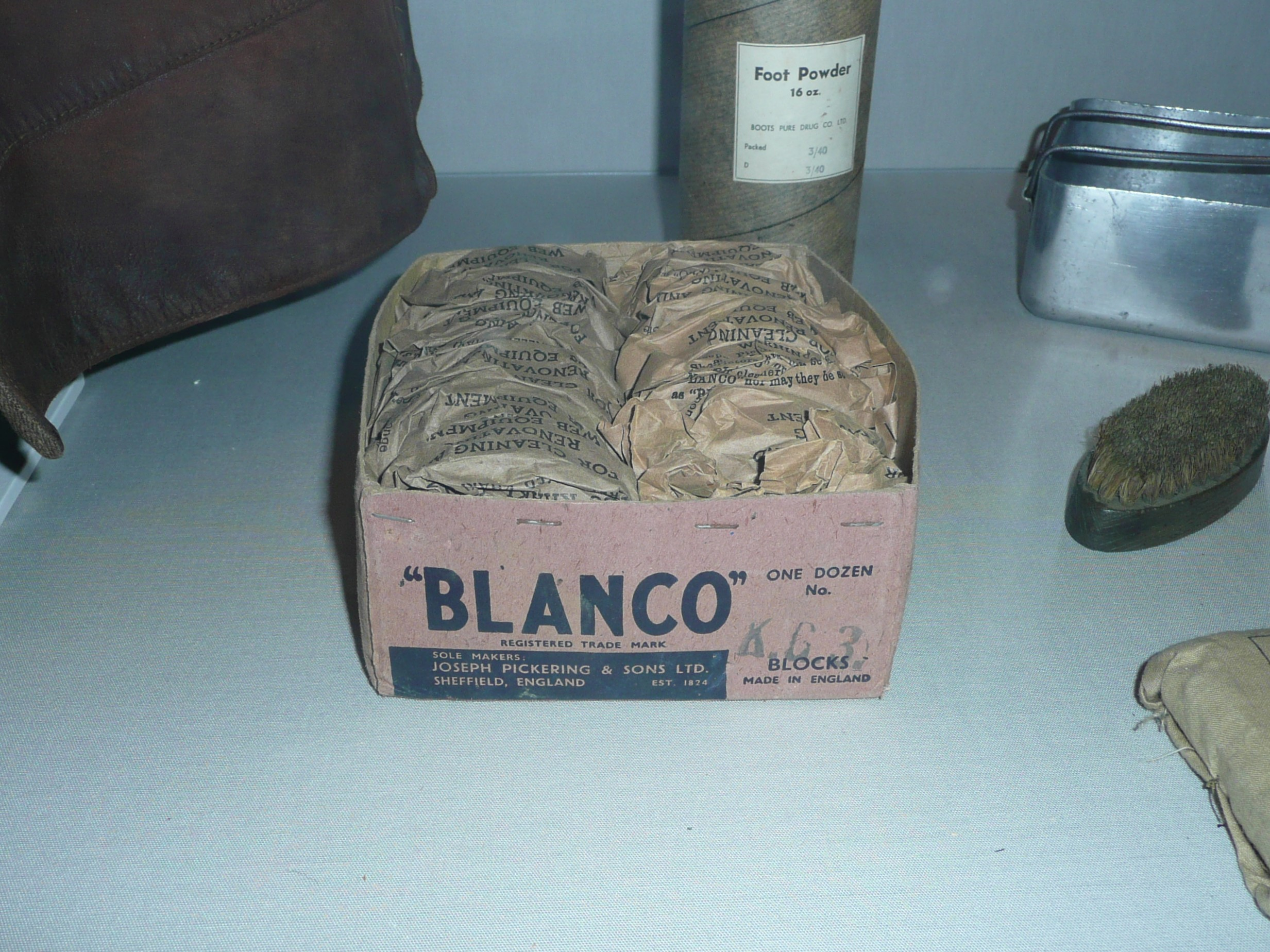
Blanco

Blanco (uitgesproken als blenko of blenco) was het pasta- of poedervormig impregneermiddel dat in de Nederlandse Krijgsmacht werd gebruikt voor het kleuren (camoufleren) en het waterdicht maken van de verschillende (canvas) uitrustingsstukken en andere materialen zoals huiven van de vervoermiddelen. De Landmacht gebruikte het in de vorm van een soort legergroen. Bij de Luchtmacht was de kleur lichtblauw/grijs en voor militair ceremonieel wit. Blanco is/was ook verkrijgbaar als poedertabletten.
In Vlaanderen werd voor blancoën een werkwoord gebruikt naargelang de kleur van het product: blancoteren voor wit, vercoteren voor groen en bleucoteren voor blauw. 
Diverse uitrustingsstukken van de Persoonlijke Standaard Uitrusting (PSU) waren gemaakt van canvas. Het ging dan om de ransel, de iets kleinere rugzak of draagtas (veelal pukkel genoemd), de koppel, patroontassen, kruisriemen, enkelbanden en de wapendraagriem. Voor het waterdicht maken en kleuren diende blanco te worden aangebracht. Het opbrengen van dit middel werd blancoën (blenkoën of blencoën) genoemd en diende regelmatig te gebeuren. De dienstplichtig soldaat werd gemotiveerd nauwkeurig te werk te gaan met de stelling dat in blanco stoffen waren opgenomen die de zichtbaarheid op luchtfoto's zouden doen afnemen. 

## Aanbrengen
Er zijn verschillende methoden om de 'van Rijkswege' verstrekte blanco aan te brengen:
- Als pasta, koud: met een schoenborstel egaal aanbrengen.
- Als pasta, verhit: de blanco kon uitstekend vloeibaar worden gemaakt door het blik op een spiritusblikje te verwarmen.
- Poeder, nat: het tablet verkruimelen en water toevoegen tot het mengsel de gewenste kleur heeft. Niet te dik, want dat moet er weer afgeborsteld worden.
- Poeder, droog: het te behandelen materiaal dient iets bevochtigd te worden waarna de blanco er met een kwast op aangebracht kan worden.

## Trivia
De Kromhoutkazerne in Utrecht stond in de jaren '60 en '70 bekend als "Circus Blanco", omdat er zeer intensief onderhoud aan de uitrusting zou worden gepleegd.